# دايفيد نولان
دايفيد نولان (بالإنجليزية: David Nolan)‏ هو مؤلف ومنتج تلفزيوني بريطاني، ولد في 23 ديسمبر 1964.